# Église d'Oulunkylä
L'église d'Oulunkylä (en finnois : Oulunkylän kirkko) est une église située à Helsinki en Finlande.

## Description
Conçue par Heikki Castrén, sa façade est en briques rouges. Depuis 1919 les paroissiens ne disposaient que de l'ancienne église de Oulunkylä. La nouvelle église est achevée en 1972. Une salle paroissiale lui est adjointe, équipée d’une cuisine et d’une salle de musique.
L'autel a une sculpture Minä se olen de Raimo Heino qui a reçu le prix Pro Finlandia. Cette sculpture représente l'arrestation de Jésus dans le jardin de Gethsémani.
L’église dispose d'un piano à queue, d'un clavecin et d'un orgue à 32 jeux de la fabrique d'orgues de Kangasala.